# Leander
Leander é uma cidade localizada no estado norte-americano do Texas, no Condado de Travis e Condado de Williamson.

## Demografia
Segundo o censo norte-americano de 2000, a sua população era de 7596 habitantes.
Em 2010, foi estimada uma população de 26.521, um aumento de 18925 (169.2%).

## Geografia
De acordo com o United States Census Bureau tem uma área de 19,4 km², dos quais 19,4 km² cobertos por terra e 0,0 km² cobertos por água. Leander localiza-se a aproximadamente 305 m acima do nível do mar. Leander é aproximadamente 36 quilômetros (22 milhas) noroeste de Austin.

## Localidades na vizinhança
O diagrama seguinte representa as localidades num raio de 16 km ao redor de Leander.